# Future Idiots
Future Idiots är ett svenskt pop-punk/rockband som bildades i Klippan år 2005. De släppte sin första EP, Point of no return 1 juni 2006. 
Future Idiots bildades av Kennie Tollow, Mike Andersson och Alexander Persson på Klippans gymnasieskola. 2006 anslöt sig gitarristen Johan "Jay-Tee" Tinebo och 2011 ersatte Marcus Svensson originalmedlemmen Kennie Tollow på trummor.  
Bandets andra album, Love and Murder, släpptes 1 juli 2007 och 26 oktober 2010 sitt tredje, Lust. Future Idiots har även spelat in två coveralbum med topplistehits i punkversioner, Grand Theft Audio och Grand Theft Audio II. 
Hösten 2012 skapade Future Idiots rubriker bland blink 182-fans. Det skånska bandet släppte coverskivan Neighborhoods & Morningwoods, en parafras på blink 182-albumet Neighborhoods från samma år. På albumet tolkade Future Idiots spår efter spår från originalskivan och lanserade sedan Neighborhoods & Morningwoods med orden "som originalet borde ha låtit". Detta ledde till hot från blink 182-fans, men också till att bandet fick medverka i amerikanska radiokanalen KROQ-FM. Mark Hoppus, sångare i blink 182 tillfrågades i en intervju om sin åsikt kring Future Idiots coverskiva. "That's really cool", sa han.
Future Idiots har bland annat spelat på Siestafestivalen i Sverige och genomförde 2013 och 2014 två klubbturnéer i västra Europa.

## Medlemmar
Nuvarande medlemmar
- Marius Paxcow – sång, gitarr (2005–idag)
- Mike Andersson – sång, basgitarr (2005–idag)
- Johan "Jay-Tee" Tinebo – gitarr (2006–idag)
- Marcus "Big Mac" Svensson – trummor (2011–idag)

Tidigare medlemmar
- Kennie Tollow – trummor (2005–2011)

## Diskografi

### Album
| År   | Titel                                                                                               | Titel |
| ---- | --------------------------------------------------------------------------------------------------- | ----- |
| 2010 | Point of no Return - Första studioalbumet/demo - Släpptes: 1 juni, 2006                             |       |
| 2010 | Love and Murder - Andra studioalbumet - Släpptes: 30 mars, 2010                                     |       |
| 2010 | Grand Theft Audio - Coveralbum - Släpptes: 24 augusti, 2010                                         |       |
| 2010 | Lust - Tredje studioalbumet - Släpptes: 26 oktober, 2010                                            |       |
| 2011 | Grand Theft Audio II - Coveralbum - Släpptes: 28 juli, 2011                                         |       |
| 2011 | A3T - Cover-EP av Alkaline Trio - Släpptes: 6 september, 2011                                       |       |
| 2011 | Goes Heavy Metal - Cover-EP - Släpptes: 29 november, 2011                                           |       |
| 2012 | Future Idiots - Fjärde studioalbumet - Släpptes: 29 april, 2012                                     |       |
| 2012 | Neighborhoods & Morningwoods - Coveralbum av Neighborhoods (blink 182) - Släpptes: 23 oktober, 2012 |       |
| 2012 | Unwrap my Package - EP - Släpptes: 18 december, 2012                                                |       |